# Juan Sabines Guerrero, Mapastepec
Juan Sabines Guerrero är en ort i Mexiko.   Den ligger i kommunen Mapastepec och delstaten Chiapas, i den sydöstra delen av landet, 800 km sydost om huvudstaden Mexico City. Juan Sabines Guerrero ligger 89 meter över havet och antalet invånare är 373.
Terrängen runt Juan Sabines Guerrero är platt åt sydväst, men åt nordost är den kuperad. Runt Juan Sabines Guerrero är det ganska glesbefolkat, med 27 invånare per kvadratkilometer. Närmaste större samhälle är Mapastepec, 3,6 km söder om Juan Sabines Guerrero. Trakten runt Juan Sabines Guerrero består till största delen av jordbruksmark.